# ゴフ島
ゴフ島（英語: Gough Island）は、南大西洋に位置する、イギリス領の火山島である。

## 概要
ゴフ島はトリスタンダクーニャの350 km南東、南緯40度21分、西経09度53分に位置する。定住者はおらず、1956年からイギリスや南アフリカ共和国が維持する気象観測所の職員がいるだけである。したがって、正式には無人島としての扱いである。行政上はイギリスの海外領土「セントヘレナ・アセンションおよびトリスタンダクーニャ」の一部で、トリスタンダクーニャの属島とされる。
1995年には、ゴフ島が単独でユネスコの世界遺産（自然遺産）に登録された。その核心地域は65 km2に及ぶ。さらに2004年には、トリスタンダクーニャ本島に近いイナクセシブル島が拡大登録された。泥炭地、淡水の池、小川、海洋の潮下帯域、岩石海岸などがあるゴフ島は固有種の飛べない鳥のゴフバン、固有種のゴーフフィンチ、そしてススイロアホウドリ、キタイワトビペンギン、ニシキバナアホウドリ、ズキンミズナギドリ、ゴウワタリアホウドリなどの22種の鳥類と2種のアザラシの繁殖地となっており、周辺の海域にはロブスターのJasus paulensisなども生息している。2008年にラムサール条約登録地となった。ただし、外来種の哺乳類のハツカネズミと外来植物種のアライトツメクサ、マオランが侵入しているため、除去のプログラムが策定されている。
なお、ゴフ島などの付近にはホットスポットが存在していると考えられている。

## 歴史
1505年頃にポルトガル人のゴンサロ・アルバレスにより発見され、ディエゴ・アルバレス島と命名された。1731年にイギリス船リッチモンド号のチャールズ・ゴフ船長に再発見され、後にイギリスとアメリカのアザラシ猟の猟船が1804年に島に着き、猟師からゴフ島と呼ばれるようになった。クジラやアザラシを捕獲するため島に短期滞在する例はあったものの、長く定住した者は居なかった。ただ1811年以来、科学者が島に周期的に訪問している。そんな中で、ゴフ島は1938年にイギリス領とされた。そして、永続的な観測施設が1955年にイギリスの科学者によって最初に設立された。

## 世界遺産

### 登録基準
この世界遺産は世界遺産登録基準のうち、以下の条件を満たし、登録された（以下の基準は世界遺産センター公表の登録基準からの翻訳、引用である）。
- (7) ひときわすぐれた自然美及び美的な重要性をもつ最高の自然現象または地域を含むもの。
- (10) 生物多様性の本来的保全にとって、もっとも重要かつ意義深い自然生息地を含んでいるもの。これには科学上または保全上の観点から、すぐれて普遍的価値を持つ絶滅の恐れのある種の生息地などが含まれる。